# Anomalanthus
Anomalanthus es un género con 12 especies de plantas  perteneciente a la familia Ericaceae.

## Taxonomía
El género  fue descrito por Johann Friedrich Klotzsch y publicado en Linnaea  12: 238. 1838.

## Especies aceptadas
A continuación se brinda un listado de las especies del género Anomalanthus aceptadas hasta febrero de 2014, ordenadas alfabéticamente. Para cada una se indica el nombre binomial seguido del autor, abreviado según las convenciones y usos.
- Anomalanthus anguliger N.E.Br.
- Anomalanthus collinus
- Anomalanthus curviflorus
- Anomalanthus discolor
- Anomalanthus galpii
- Anomalanthus lesliei
- Anomalanthus marlothii
- Anomalanthus parviflorus
- Anomalanthus puberulus
- Anomalanthus salteri
- Anomalanthus scoparius
- Anomalanthus turbinatus